# Бучманівська селищна рада
Бучмані́вська се́лищна ра́да — колишня адміністративно-територіальна одиниця та орган місцевого самоврядування в Олевському районі Житомирської області УРСР та України. Адміністративний центр — селище міського типу Бучмани.

## Загальні відомості
- Територія ради: 1,76 км²
- Населення ради: 731 особа (станом на 1 січня 2011 року)

## Населені пункти
Селищній раді були підпорядковані населені пункти:
- смт Бучмани

## Населення
Відповідно до результатів перепису населення СРСР, кількість населення ради, станом на 12 січня 1989 року, становила 1 074 особи.
Станом на 5 грудня 2001 року, відповідно до перепису населення України, кількість мешканців сільської ради становила 832 особи.

## Склад ради
Рада складалася з 16 депутатів та голови.
- Голова ради: Содель Тетяна Петрівна
- Секретар ради: Садурська Світлана Леонідівна

### Керівний склад попередніх скликань
| Прізвище, ім'я, по батькові | Основні відомості                                                | Дата обрання | Дата звільнення |
| --------------------------- | ---------------------------------------------------------------- | ------------ | --------------- |
| Содель Тетяна Петрівна      | Селищний голова, 1969 року народження, освіта вища, позапартійна | 26.03.2006   | 31.10.2010      |
| Содель Тетяна Петрівна      | Селищний голова, 1969 року народження, освіта вища, позапартійна | 31.10.2010   |                 |

Примітка: таблиця складена за даними сайту Верховної Ради України

### Депутати
За результатами місцевих виборів 2010 року депутатами ради стали:

#### За суб'єктами висування
| Суб'єкт висування           | Кількість обраних депутатів | %    |
| --------------------------- | --------------------------- | ---- |
| Комуністична партія України | 8                           | 50   |
| Самовисування               | 7                           | 43,8 |
| Народна партія              | 1                           | 6,3  |

#### За округами
| № округу                    | Прізвище, ім'я, по батькові      | Дата визнання обраним | Освіта  | Партійна приналежність                | Відомості про обраного депутата                   |
| --------------------------- | -------------------------------- | --------------------- | ------- | ------------------------------------- | ------------------------------------------------- |
| Комуністична партія України |                                  |                       |         |                                       |                                                   |
| 2                           | Ніколайчук Валентина Степанівна  | 04.11.2010            | середня | позапартійна                          | Бучманівська загальноосвітня школа, вчитель       |
| 3                           | Самойлюк Валентина Андріївна     | 04.11.2010            | середня | позапартійна                          | тимчасово не працює                               |
| 6                           | Ленч Лідія Борисівна             | 04.11.2010            | середня | позапартійна                          | Будинок культури, тех.працівниця                  |
| 8                           | Садурська Світлана Леонідівна    | 04.11.2010            | середня | позапартійна                          | Бучманівська селищна рада, секре-тар              |
| 11                          | Свиридюк Ольга В'ячеславівна     | 04.11.2010            | середня | позапартійна                          | тимчасово не працює                               |
| 12                          | Хомутовський Владислав Францович | 04.11.2010            | середня | позапартійний                         | пенсіонер                                         |
| 15                          | Дрозд Павло Григорович           | 04.11.2010            | вища    | позапартійний                         | Коростенський біблійний коледж, викла-дач         |
| 16                          | Мельник Степан Миколайович       | 04.11.2010            | середня | позапартійний                         | Коростенська філія ДСД-627, робіт-ник             |
| Народна Партія              |                                  |                       |         |                                       |                                                   |
| 14                          | Атаманчук Світлана Миколаївна    | 04.11.2010            | середня | позапартійна                          | Магазин № 63 смт. Бучмани, прода-вець             |
| Самовисування               |                                  |                       |         |                                       |                                                   |
| 1                           | Мосейчук Руслан Олександрович    | 04.11.2010            | середня | позапартійний                         | тимчасово не працює                               |
| 4                           | Грибчук Катерина Іванівна        | 04.11.2010            | середня | позапартійна                          | пенсіонер                                         |
| 5                           | Ренкас Тетяна Петрівна           | 04.11.2010            | середня | позапартійна                          | Буч мані-вська селищна рада, голов-ний бухгал-тер |
| 7                           | Мосейчук Роман Олександрович     | 04.11.2010            | середня | позапартійний                         | тимчасово не працює                               |
| 9                           | Муренко Галина Степанівна        | 04.11.2010            | середня | член Політичної партії «Наша Україна» | тимчасово не працює                               |
| 10                          | Давидчук Ніна Володимирівна      | 04.11.2010            | середня | член Партії регіонів                  | тимчасово не працює                               |
| 13                          | Помінчук Олег Вікторович         | 04.11.2010            | середня | позапартійний                         | СУ-813, робітник                                  |

## Історія
Селищна рада була утворена 18 липня 1983 року в складі Олевського району з смт Бучмани Білокоровицької сільської ради у складі.
Припинила існування 3 січня 2017 року через об'єднання до складу Білокоровицької сільської територіальної громади Житомирської області.